# Grace Prendergast
Grace Prendergast (Christchurch, 30 de junio de 1992) es una deportista neozelandesa que compite en remo.
Participó en dos Juegos Olímpicos de Verano, obteniendo dos medallas en Tokio 2020, oro en la prueba de dos sin timonel y plata en el ocho con timonel, y el cuarto lugar en Río de Janeiro 2016, en el ocho con timonel.
Ganó ocho medallas en el Campeonato Mundial de Remo entre los años 2014 y 2022.

## Palmarés internacional
| Juegos Olímpicos   | Juegos Olímpicos          | Juegos Olímpicos | Juegos Olímpicos   |
| Año                | Lugar                     | Medalla          | Prueba             |
| ------------------ | ------------------------- | ---------------- | ------------------ |
| 2020               | Tokio (Japón)             | Medalla de oro   | Dos sin timonel    |
| 2020               | Tokio (Japón)             | Medalla de plata | Ocho con timonel   |
| Campeonato Mundial |                           |                  |                    |
| Año                | Lugar                     | Medalla          | Prueba             |
| 2014               | Ámsterdam (Países Bajos)  | Medalla de oro   | Cuatro sin timonel |
| 2015               | Aiguebelette (Francia)    | Medalla de plata | Dos sin timonel    |
| 2015               | Aiguebelette (Francia)    | Medalla de plata | Ocho con timonel   |
| 2017               | Sarasota (Estados Unidos) | Medalla de oro   | Dos sin timonel    |
| 2018               | Plovdiv (Bulgaria)        | Medalla de plata | Dos sin timonel    |
| 2019               | Ottensheim (Austria)      | Medalla de oro   | Dos sin timonel    |
| 2019               | Ottensheim (Austria)      | Medalla de oro   | Ocho con timonel   |
| 2022               | Račice (República Checa)  | Medalla de oro   | Dos sin timonel    |